# Anton Schall
Pour les articles homonymes, voir Schall.
Anton Schall (né le 22 juin 1907 à Vienne ; mort le 10 août 1947 à Bâle) était un footballeur autrichien.

## Biographie
Cet attaquant présente la particularité d'avoir marqué 27 buts en seulement 28 sélections en équipe nationale d'Autriche.
Schall a notamment participé à la coupe du monde 1934 en Italie.
Il a effectué l'essentiel de sa carrière dans le club d'Admira Vienne, avec lequel il a remporté sept titres de champion d'Autriche.
Il a aussi entraîné le FC Bâle lors de la saison 1946-1947, conduisant le club à la victoire en Coupe de Suisse, mais il meurt subitement quatre mois plus tard à 40 ans d'une crise cardiaque en dirigeant une séance d'entraînement.